# 서익선생 유품
서익선생 유품은 대한민국 충청남도 논산시 가야곡면에 있는 문화재이다. 1992년 10월 28일 논산시의 향토문화유산 제13호로 지정되었다.

## 개요
만죽헌 서익(萬竹軒 徐益)선생이 생전에 사용하였던 유품으로 옥저(玉笛)와 장검(長劍)이 전해오고 있다